# Olsberg
Olsberg es una comuna suiza del cantón de Argovia, ubicada en el distrito de Rheinfelden. Limita al norte con la comuna Rheinfelden, al este con Magden, al sur con Giebenach (BL), y al oeste con Arisdorf (BL) y Kaiseraugst. 